# Primordium (roman)
Pour les articles homonymes, voir Primordium.
 (mars 2020).
Si vous disposez d'ouvrages ou d'articles de référence ou si vous connaissez des sites web de qualité traitant du thème abordé ici, merci de compléter l'article en donnant les références utiles à sa vérifiabilité et en les liant à la section « Notes et références ».
Primordium (titre original : Primordium) est un roman écrit par Greg Bear, sorti en janvier 2012. Il s'agit du deuxième volet de la saga Forerunner, le premier volet étant Cryptum. Il raconte les évènements précédant la fin de la civilisation Forerunner.